# Urzelina
Urzelina ist eine portugiesische Gemeinde (Freguesia) im Kreis (Município) Velas auf der Azoren-Insel São Jorge. In ihr leben 896 Einwohner (Stand 19. April 2021).

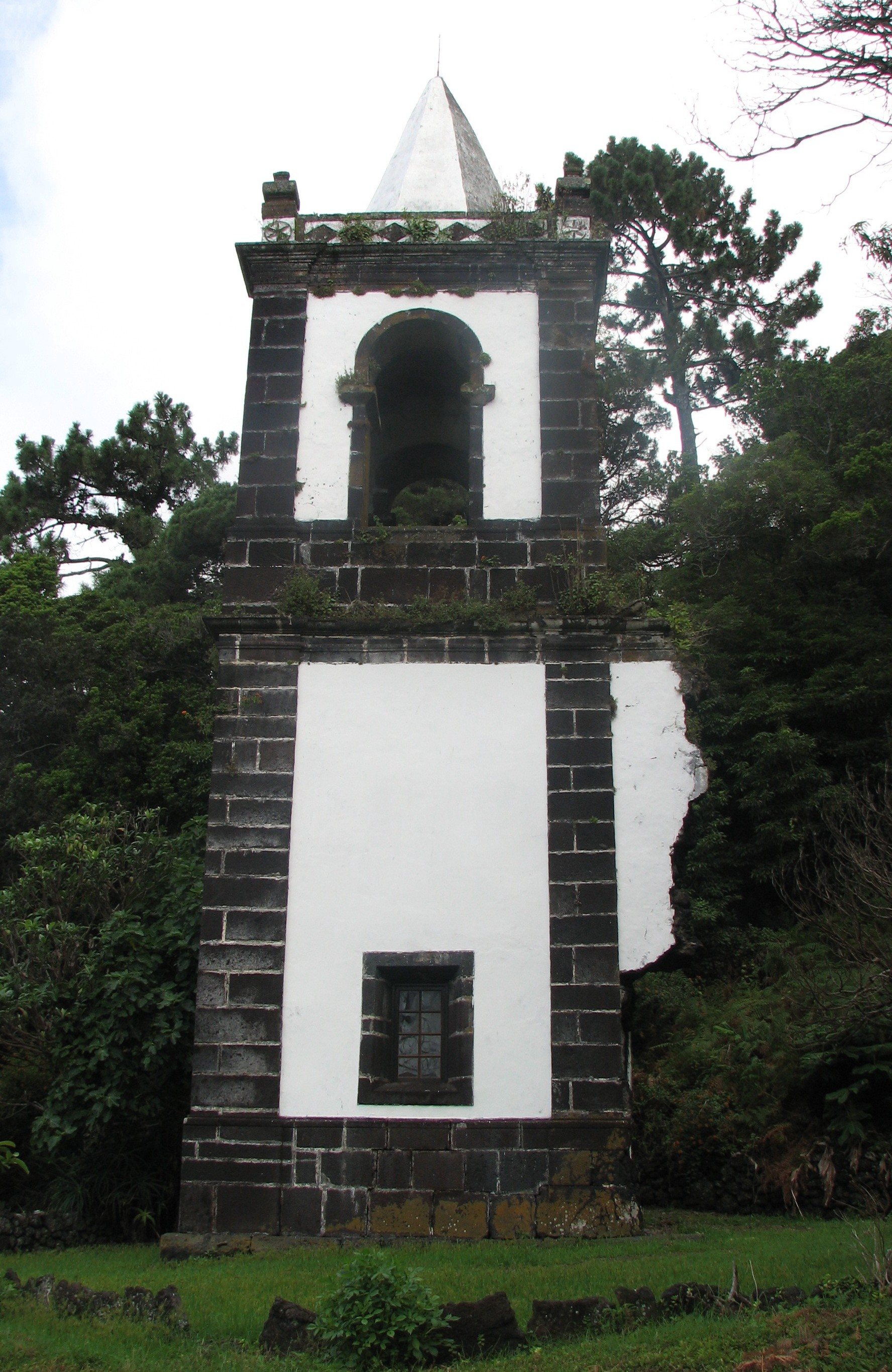
Turm der 1808 von Lava verschütteten Kirche

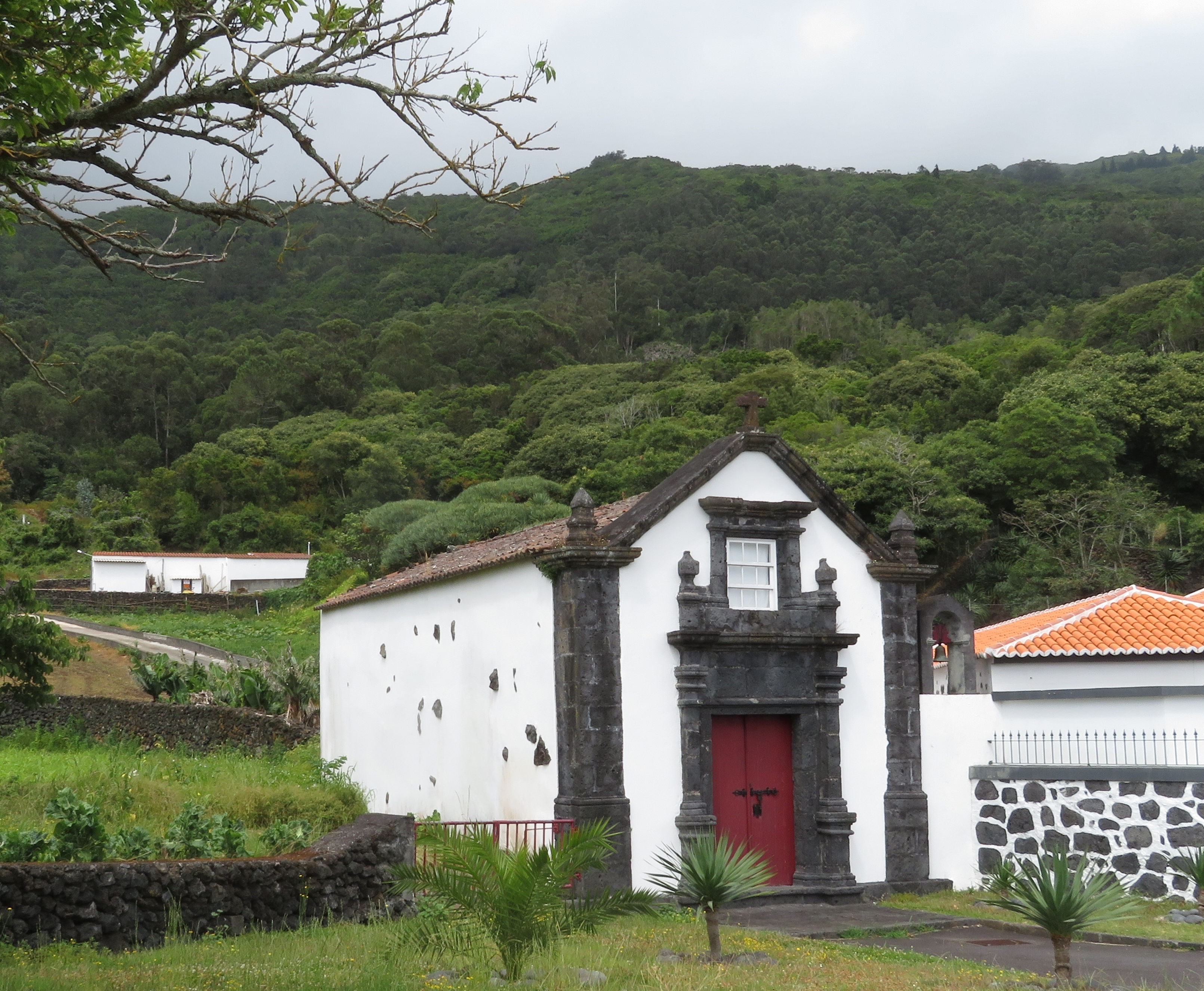
Kapelle Ermida do Senhor Jesus da Boa Morte

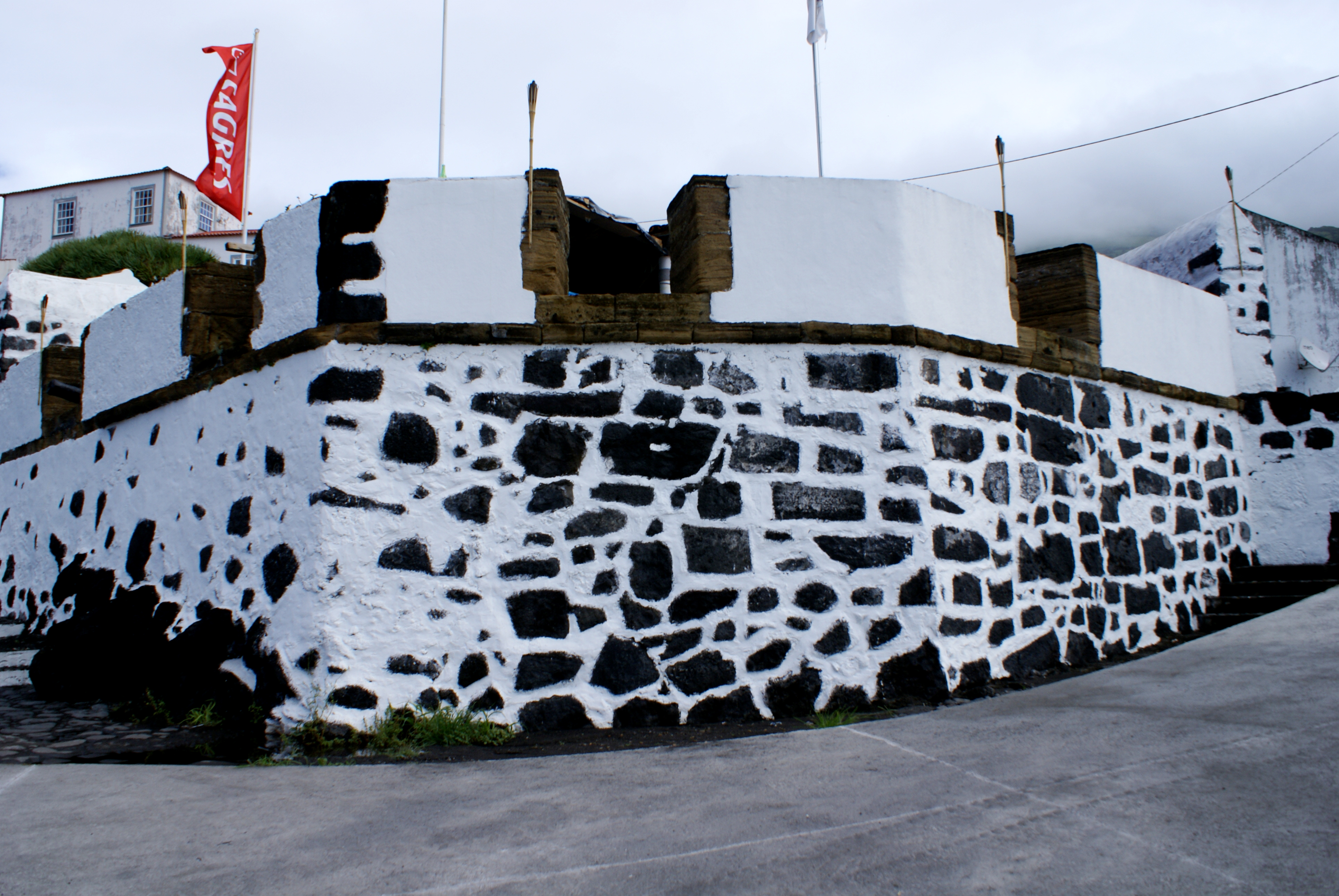
Festung Forte da Urzelina

Der Ortsname leitet sich von dem Wort urzela ab, dem portugiesischen Namen für die Flechte Rocella tinctoria, die zum Zeitpunkt der Besiedlung der Insel hier in großen Mengen wuchs. Aus ihr gewann man einen braunen Farbstoff, der in der Textilindustrie in Flandern Verwendung fand und den ersten Siedlern dieser Gegend zu bescheidenem Wohlstand verhalf.
Der Ort, der nach der Zerstörung durch einen Ausbruch des Vulkans Pico da Esperança 1808 neu aufgebaut wurde, ist heute wegen mehrerer markanter Gebäude bekannt: Bei dem Vulkanausbruch am 1. Mai 1808, der in Urzelina 30 Todesopfer forderte, drangen die Lavamassen bis zu der aus dem 17. Jahrhundert stammenden Dorfkirche Antiga Igreja de São Mateus vor und begruben das Kirchenschiff unter sich, kamen aber zum Stillstand, bevor auch der Kirchturm zerstört war. Der Turm ist bis heute erhalten und kann bestiegen werden. Am Eingang zum Kirchengelände wird auf einer Tafel, die aus für Portugal typischen Azulejos besteht und 2008 gestaltet wurde, an den Vulkanausbruch erinnert. Mit dem Bau der Nachfolgekirche Igreja de São Mateus, der heutigen Pfarrkirche des Ortes, wurde 1822 begonnen.
Am Hafen ist ein Lagerhaus aus dem 19. Jahrhundert sehenswert, das zur Lagerung und Kühlung von Apfelsinen diente – sie waren zeitweise ein wichtiges Exportprodukt der Insel. Heute dient es als Museum. In Urzelina sind bis heute mehrere Villen erhalten, deren Bau im 19. Jahrhundert durch den Export von Apfelsinen finanziert wurde. In der Hauptstraße des Ortes findet man neben gut erhaltener, typischer ländlicher Architektur des 19. Jahrhunderts verschiedene gastronomische Betriebe und Geschäfte zur Deckung des täglichen Bedarfs.
Am Hafen erhebt sich ebenfalls die sechseckige Festung Forte de Urzelina mit vier Schießscharten, die – möglicherweise bereits in der ersten Hälfte des 16. Jahrhunderts – zum Schutz gegen Piratenüberfälle erbaut wurde. Sie ist auch unter den Namen Forte do Castelinho und Forte dos Casteletos bekannt und wurde in den 1990er Jahren renoviert. In ihrem Innern sind vier Kanonen zu sehen.
Im Ortsteil Castelete, der etwa 2 km südöstlich vom Ortskern entfernt liegt, ist die barocke Kapelle Ermida do Senhor Jesus da Boa Morte beachtenswert. Sie blieb 1808 bei dem Vulkanausbruch unversehrt und diente anschließend lange der Aufbewahrung der aus der zerstörten Kirche geretteten sakralen Gegenstände.